# Pterolophia montium
Pterolophia montium là một loài bọ cánh cứng trong họ Cerambycidae.